# Gabriele Paleotti
Gabriele Paleotti (Bolonha, 4 de outubro de 1522 - Roma, 23 de julho de 1597) foi um cardeal do século XVII.

## Biografia
Nasceu em Bolonha em 4 de outubro de 1522. Segundo dos cinco filhos de Alessandro Paleotti e Gentile della Volpe. Batizado em 12 de outubro de 1522, na catedral de S. Pietro, em Bolonha. Parente distante de Alfonso Paleotti, seu sucessor como arcebispo de Bolonha.
Estudou na Universidade de Bolonha, onde obteve o doutorado in utroque iure , tanto em direito civil em 14 de maio de 1546, quanto em direito canônico em 23 de outubro de 1546..
Professor de Direito Civil na Universidade de Bolonha. Cônego do capítulo da catedral de Bolonha, 1549-1555. Advogado de câmara do senado bolonhês, 1552. Auditor da Sagrada Rota Romana, 18 de março de 1556. Cônego consultor no Concílio de Trento, 1562. Nomeado pelo Papa Pio IV para acompanhar e auxiliar os cardeais legados nos trabalhos do Concílio de Trento. Após o concílio foi nomeado para uma comissão de cardeais e prelados que mais tarde se tornou o SC do Concílio Tridentino..
Criado cardeal diácono no consistório de 12 de março de 1565; recebeu o chapéu vermelho e o título de Ss. Nereo ed Achilleo, 15 de maio de 1565. Optou pelo título de Ss. Giovanni e Paolo, 7 de setembro de 1565. Participou do conclave de 1565-1566, que elegeu o Papa Pio V..
Eleito bispo de Bolonha, em 30 de janeiro de 1566. Optou pela ordem dos presbíteros, em 30 de janeiro de 1566..
Foi ordenado, em 9 de fevereiro de 1566, na basílica patriarcal da Libéria, em Roma, pelo cardeal Carlo Borromeo. Bispo consagrado, domingo, 10 de fevereiro de 1566, basílica patriarcal da Libéria, Roma, pelo cardeal Carlo Borromeo, coadjuvado pelo cardeal Marco Antonio Colonna, e pelo cardeal Guido Luca Ferrero, bispo de Vercelli. Aplicou com grande zelo as reformas conciliares em sua diocese e sua obra em Bolonha é comparada à de Carlo Borromeo em Milão. Participou do conclave de 1572, que elegeu o Papa Gregório XIII. Optou pelo título de S. Martino al Monte, em 4 de julho de 1572. Foi promovido a arcebispo quando a sé de Bolonha foi elevada à categoria de arquidiocese metropolitana, em 10 de dezembro de 1582. Participou do conclave de 1585, que elegeu o Papa Sisto V. Optou pelo título de S. Lorenzo em Lucina, 11 de maio de 1587. Cardeal protoprete . Optou pela ordem dos bispos e pela sé suburbicária de Albano, mantendo a sé de Bolonha, a 8 de novembro de 1589. Participou do Conclave de setembro de 1590, que elegeu o Papa Urbano VII. Participou do Conclave do outono de 1590, que elegeu o papa Gregório XIV. Chamado a Roma pelo Papa Gregório XIV. Seu parente Alfonso Paleotti, arcebispo titular de Corinto, foi nomeado seu coadjutor com direito sucessório em Bolonha em 13 de fevereiro de 1591. Optou pela sede suburbicária de Sabina, em 20 de março de 1591. Participou do conclave de 1591, que elegeu o Papa Inocêncio IX. Participou do conclave de 1592, que elegeu o Papa Clemente VIII..
Morreu em Roma em 23 de julho de 1597. Enterrado na catedral metropolitana de S. Pietro, Bolonha.